# George Marskell
George Marskell SFM (* 8. November 1935 in Hamilton, Ontario; † 2. Juli 1998) war ein kanadischer Ordensgeistlicher und Prälat von Itacoatiara in Brasilien. 

## Leben
George Edward Marskell trat der Ordensgemeinschaft der Scarboro-Missionare bei und empfing am 21. August 1960 die Priesterweihe.
Papst Paul VI. ernannte ihn am 1975 zum Prälaten von Itacoatiara. Am 5. Mai 1978 wurde er in den Rang eines Bischofs erhoben. Der Erzbischof von Manaus, João de Souza Lima OCist, spendete ihn am 30. Juli desselben Jahres die Bischofsweihe; Mitkonsekratoren waren sein Amtsvorgänger Francis Paul McHugh SFM und der Prälat von Acre e Purus, Moacyr Grechi OSM.
Marskell förderte die Basisgemeinden als seelsorgliche Grundstruktur in seinem Bistum und war Vizepräsident der mit dem alternativen Nobelpreis ausgezeichneten Comissão Pastoral da Terra.